# Pretovar
Pretovar je isporuka dobara ili teretnih kontejnera na međudestinaciju, a zatim na još jedno odredište. Pretovar je logistički termin koji označava praksu da se iz dolazeće pošiljke (kamiona, vagona itd.) sa malo ili bez skladištenja pretovaren potrebni materijali na odlazeću pošiljku (kamion, vagon itd). U praksi se to može izvesti spajanjem dve ili više pošiljke ili pak prepakivanjem više artikala iz pojedinih pošiljki u u jedinstvenu pošiljku koja odgovara klijentu. U teoriji cross-docking ne podrazumeva skladištenje tokom pretovara, no u praksi su često potrebni značajni skladišni kapaciteti.
Moguć razlog za pretovar je promena načina transporta tokom putovanja (npr. iz transporta brodom u drumski transport). Drugi razlog je spajanje malih isporuka u jednu veliku isporuku (konsolidacija), koja se ponovo razdvaja u manje na konačnoj destinaciji/cilju (dekonsolidacija). Pretovar se najčešće odvija u transportnim centrima. Mnogi međunarodni pretovari se odvijaju i u određenim carinskim oblastima, čime se izbegava potreba za carinskim pregledima i carinom, što je inače velika prepreka za efikasan transport.
Pošiljka koja je prevezena odjednom (sa stanovišta špeditera) ne smatra se pretovarenom, čak i ako se promeni prevozno sredstvo iz jednog u drugo u više navrata. Ranije, pretovar (eng. transshipment) se često nije razlikovao od pretovara (eng. transloading) jer je svakim delom takvog puta upravljao drugi prevoznik.
Pretovar je naravno u potpunosti legalan i svakodnevni je deo svetske trgovine. Međutim, to takođe može biti metoda koja se koristi za prikrivanje namere, kao u slučaju ilegalnog utovaranja, krijumčarenja ili robe sive ekonomije.

## Pretovar u kontejnerskim lukama ili terminalima
Pretovar kontejnera na kontejnerskom pristaništu ili terminalu može se definisati kao broj (ili proporcija) kontejnera, eventualno izražen u jedinici ekvivalenta dvadeset stopa, i ukupnog toka kontejnera kojima se upravlja u luci ili terminalu i koji su nakon privremenog skladištenja u skladištu, premešteni na drugi brod kako bi stigli do svojih odredišta. Tačna definicija pretovara može da varira u zavisnosti od luke u kojoj se pretovar vrši, i zavise od toga da li su u transport uključene i barže (barže koje rade na kanalima i rekama u zaleđu). Definicija pretovara može da:
- obuhvati samo prekomorske transfere (promena na još jedan dubokomorski kontejnerski brod); ili
- obuhvati oba, i prekomorski i kopneni transfer brodova (što se ponekad zove voda-voda pretovar). Većina obalskih kontejnerskih pristaništa u Kini imaju veliki procenat rečnih "pretovara" u zaleđe.

U oba slučaja, jedan jedinstven pretovareni kontejner je računat dva puta u učinku luke, pošto je njime upravljano dva puta obalskim kranovima (odvojeno istovaranje sa pristiglog broda A, čekanje u skladištu i utovaranje na brod B)...

## Pretovar na mestima gde se menja gaž
Na granici između različitih gažova, teret se prebacuje iz teretnih vagona ili pokrivenih vagona na jednoj šini, na vagone na drugoj šini drugog gaža, ili se kontejneri prebacuju sa teretnih kola na jednom koloseku do teretnih kola na drugom koloseku drugog gaža. Osovine sa promenljivim gažom mogu da eliminišu ovaj problem. 

## Literatura
- E. Rojas. "MCS Observers on board at-sea Transshipment Vessels." In: APO Mail Buoy Vol. 10 (3). стр. 8–9. 2007.

## Spoljašnje veze
- What Is Transshipment? from Informed Trade website